# Bitwa pod Chalkedonem
Bitwa pod Chalkedonem – bitwa lądowo-morska stoczona w roku 74 p.n.e. między wojskami rzymskimi a pontyjskimi w początkowym okresie III wojny Rzymu z Mitrydatesem.
Rzymianami dowodził konsul Aureliusz Kotta, wojskami pontyjskimi – sam władca Pontu Mitrydates VI Eupator.

## Przed bitwą
Kotta zebrał dość liczną flotę ściągając okręty od azjatyckich sprzymierzeńców Rzymu. Na czele 70 wielkich jednostek udał się do silnie obwarowanego portu w Chalkedonie, położonego naprzeciwko Byzantionu, po drugiej stronie cieśniny bosforańskiej, skąd miał zamiar strzec wyjścia z Morza Czarnego i nic dopuścić floty pontyjskiej na Propontydę i Morze Egejskie.

## Bitwa
Wkrótce pod miastem zjawił się Mitrydates na czele swej ogromnej armii i rozpoczął oblężenie. Kotta nie mając doświadczenia nie odważył się wyjść naprzeciw niego, a tylko dowódca jego floty Nudus z częścią wojska obsadził najsilniejsze punkty na równinie, z których jednak został wyparty. Wycofujący się Rzymianie skierowali się do bram miejskich, chcąc się przedostać za mury. W rezultacie przy bramach powstał tłok i zamieszanie, potęgowane przez ostrzał pontyjski. Kiedy bramy zostały spuszczone, Nudus i inni dowódcy dostali się do góry przy pomocy lin, ale wszyscy ci, którzy nie zdążyli się dostać do środka zginęli lub dostali się do niewoli. 
Po sukcesie odniesionym przy murach miasta tego samego dnia Mitrydates uderzył na port. Okrętom pontyjskim udało się rozerwać rozpięty u wejścia do portu spiżowy łańcuch, po czym zniszczyły 4 okręty nieprzyjacielskie, a pozostałych 60 uprowadził przywiązawszy je do swoich linami. Ani Nudus, ani Kotta nie próbowali w tym przeszkodzić, lecz zamknęli się za murami.

## Reperkusje
Straty rzymskie były bardzo poważne – 3 tysięcy zabitych oraz 64 okręty utracone z ogólnej liczby 70 posiadanych. Była to poważna klęska. Rzymianie utracili w ten sposób całą swą flotę na Wschodzie i już na początku wojny oddali morze w ręce wroga. 
Zacięta obrona, a także zbliżanie się armii drugiego konsula i wodza na Wschodzie Lukullusa, który spieszył na ratunek Kotcie, zmusiło Mitrydatesa do odstąpienia od Chalkedonu.